# Palogneux
Palogneux é uma comuna francesa na região administrativa de Auvérnia-Ródano-Alpes, no departamento de Loire. Estende-se por uma área de 7,01 km². Em 2010 a comuna tinha 74 habitantes (densidade: 10,6 hab./km²).